# 마우리치오 바시
마우리치오 바시(이탈리아어: Maurizio Bassi, 1960년 ~ )는 이탈리아의 음악 작곡가이자 음악가이다. 그는 나이미 해켓, 지미 맥셰인과 함께 발티모라의 가수로 가장 잘 알려져 있다.